# Randy Couture

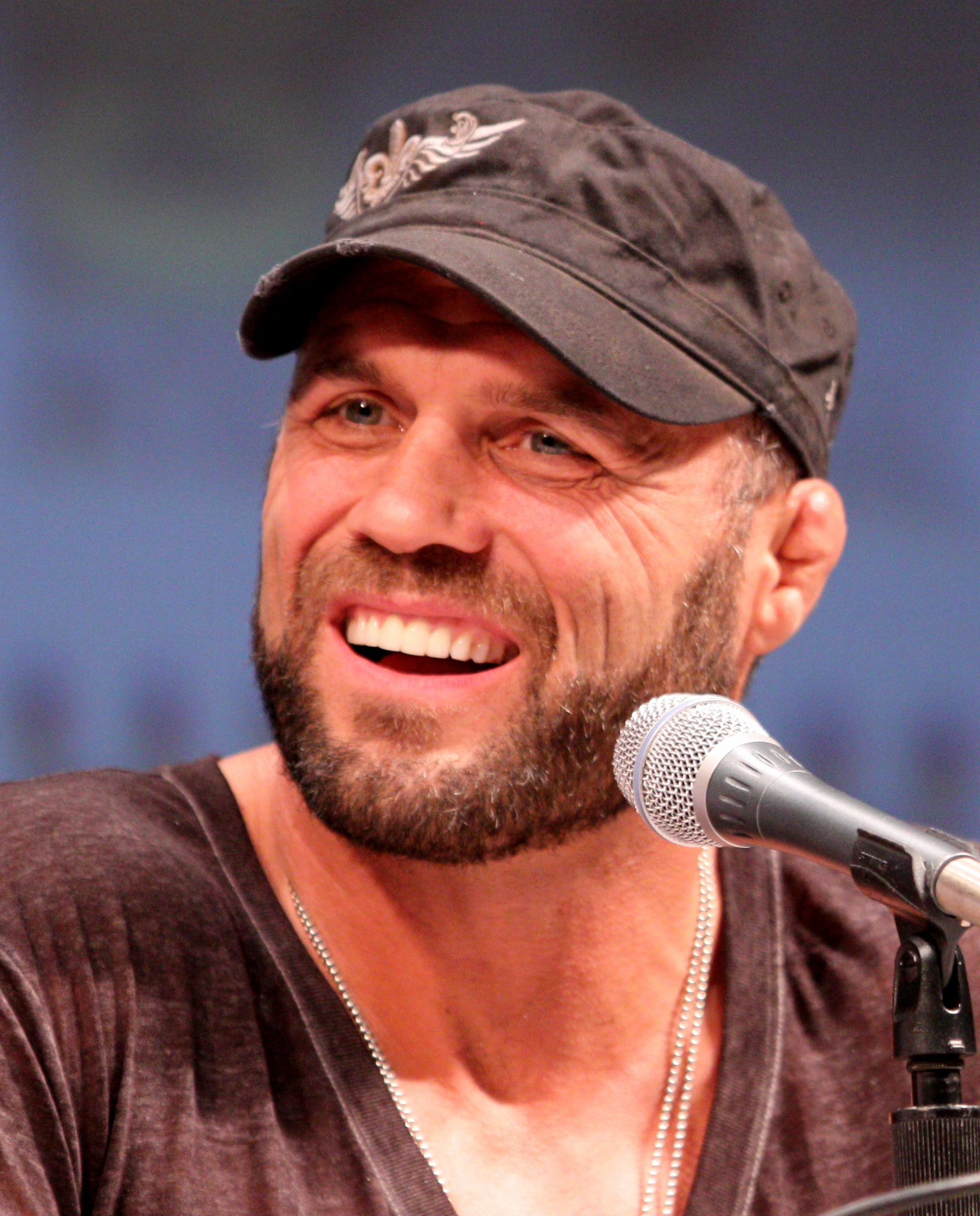
Randy Couture (2010)

Randy Duane Couture (* 22. Juni 1963 in Lynnwood, Washington) ist ein US-amerikanischer Kampfsportler und Schauspieler. Er ist Begründer der MMA-Trainingsorganisation Xtreme Couture Mixed Martial Arts und bestritt von 1997 bis 2011 30 Kämpfe in der UFC. Seine Spitznamen sind The Natural und Captain America.

## Kampfsportkarriere

### Ringen
Randy Couture begann an der Junior High School mit Ringen und gewann während seiner Zeit an der High School die Washington State Championship. Nach dem Abschluss trat er den Streitkräften der Vereinigten Staaten bei, wo er sechs Jahre diente. Einen großen Teil seiner Dienstzeit war er als Ringer tätig, kurze Zeit auch als Boxer.
Nachdem er die Armee verlassen hatte, schrieb er sich an der Oklahoma State University ein, wo er den Ringsport fortführte. Während dieser Zeit wurde er in der 190-Pfund-Gewichtsklasse der Collegemeisterschaften dreifacher NCAA Division I All-American. Im griechisch-römischen Stil belegte er in den amerikanischen Meisterschaften dreimal den ersten Platz bei den Senioren. Außerdem war er mehrfach Ersatzringer für das olympische Team der USA.

### Mixed Martial Arts
Im Mai 1997 gab er sein Debüt in der Ultimate Fighting Championship (UFC) und im Dezember errang er seinen ersten UFC-Schwergewichtstitel. Zu seinem nächsten Titel kam er 2000 im Kampf gegen Kevin Randleman. Nach zwei Niederlagen im Jahr 2002 wechselte er in die Leichtschwergewichtsklasse. Nach weiteren Titelgewinnen wurde er 2006 in die UFC Hall of Fame aufgenommen. Nach der Niederlage gegen Lyoto Machida am 30. April 2011 erklärte Couture im Alter von 47 Jahren seinen Rücktritt. Seine professionelle Kampfsportkarriere beinhaltete 19 Siege, davon sieben durch K. o. und vier durch Submission, und elf Niederlagen.
Couture war außerdem Coach in der ersten Staffel der Reality-TV-Serie The Ultimate Fighter.

## Kämpfe
| Resultat   | Bilanz | Gegner                   | Entscheidung                     | Veranstaltung                     | Datum              | Runden | Zeit  | Ort                             | Anmerkungen                                                                                  |
| ---------- | ------ | ------------------------ | -------------------------------- | --------------------------------- | ------------------ | ------ | ----- | ------------------------------- | -------------------------------------------------------------------------------------------- |
| Sieg       | 1–0    | Tony Halme               | Aufgabe                          | UFC 13: The Ultimate Force        | 30. Mai 1997       | 1      | 1:00  | Augusta, Georgia, USA           |                                                                                              |
| Sieg       | 2–0    | Steven Graham            | Technischer KO                   | UFC 13: The Ultimate Force        | 30. Mai 1997       | 1      | 3:13  | Augusta, Georgia, USA           | Sieger des UFC 13 Heavyweight Tournament                                                     |
| Sieg       | 3–0    | Vitor Belfort            | Technischer KO (Strikes)         | UFC 15: Collision Course          | 17. Oktober 1997   | 1      | 8:17  | Bay St. Louis, Mississippi, USA |                                                                                              |
| Sieg       | 4–0    | Maurice Smith            | nach Punkten                     | UFC Ultimate Japan                | 21. Dezember 1997  | 1      | 21:00 | Yokohama, Japan                 | Gewann die UFC Heavyweight Championship                                                      |
| Niederlage | 4–1    | Enson Inoue              | Aufgabe (Armbar)                 | Vale Tudo Japan 1998              | 25. Oktober 1998   | 1      | 1:39  | Japan                           |                                                                                              |
| Niederlage | 4–2    | Mikhail Illoukhine       | Aufgabe (Kimura)                 | RINGS: Rise 1st                   | 20. März 1999      | 1      | 7:43  | Japan                           |                                                                                              |
| Sieg       | 5–2    | Jeremy Horn              | nach Punkten                     | RINGS: King of Kings 2000 Block A | 9. Oktober 2000    | 3      | 5:00  | Tokio, Japan                    |                                                                                              |
| Sieg       | 6–2    | Ryushi Yanagisawa        | nach Punkten                     | RINGS: King of Kings 2000 Block A | 9. Oktober 2000    | 2      | 5:00  | Tokio, Japan                    |                                                                                              |
| Sieg       | 7–2    | Kevin Randleman          | Technischer KO (Strikes)         | UFC 28: High Stakes               | 17. November 2000  | 3      | 4:13  | Atlantic City, New Jersey, USA  | Gewann die UFC Heavyweight Championship                                                      |
| Sieg       | 8–2    | Tsuyoshi Kohsaka         | nach Punkten                     | RINGS: King of Kings 2000 Final   | 24. Februar 2001   | 2      | 5:00  | Tokio, Japan                    |                                                                                              |
| Niederlage | 8–3    | Valentijn Overeem        | Aufgabe (Guillotine Choke)       | RINGS: King of Kings 2000 Final   | 24. Februar 2001   | 1      | 0:56  | Tokio, Japan                    |                                                                                              |
| Sieg       | 9–3    | Pedro Rizzo              | nach Punkten                     | UFC 31: Locked and Loaded         | 4. Mai 2001        | 5      | 5:00  | Atlantic City, New Jersey, USA  | Verteidigte den Titel des UFC Heavyweight Champions                                          |
| Sieg       | 10–3   | Pedro Rizzo              | Technischer KO (Strikes)         | UFC 34: High Voltage              | 2. November 2001   | 3      | 1:38  | Las Vegas, Nevada, USA          | Verteidigte den Titel des UFC Heavyweight Champions                                          |
| Niederlage | 10–4   | Josh Barnett             | Technischer KO (Punches)         | UFC 36: Worlds Collide            | 22. März 2002      | 2      | 4:35  | Las Vegas, Nevada, USA          | Verlor den Titel des UFC Heavyweight Champions; Barnett wurde positiv auf Steroide getestet. |
| Niederlage | 10–5   | Ricco Rodriguez          | Aufgabe (Strikes)                | UFC 39: The Warriors Return       | 27. September 2002 | 5      | 3:04  | Montville, Connecticut, USA     | UFC Heavyweight Championship                                                                 |
| Sieg       | 11–5   | Chuck Liddell            | Technischer KO (Punches)         | UFC 43: Meltdown                  | 6. Juni 2003       | 3      | 2:40  | Las Vegas, Nevada, USA          | Wurde Interim UFC Light Heavyweight Champion                                                 |
| Sieg       | 12–5   | Tito Ortiz               | nach Punkten                     | UFC 44: Undisputed                | 26. September 2003 | 5      | 5:00  | Las Vegas, Nevada, USA          | Wurde UFC Light Heavyweight Champion                                                         |
| Niederlage | 12–6   | Vitor Belfort            | Technischer KO (Cut)             | UFC 46: Supernatural              | 31. Januar 2004    | 1      | 0:49  | Las Vegas, Nevada, USA          | Verlor den Titel des UFC Light Heavyweight Champions                                         |
| Sieg       | 13–6   | Vitor Belfort            | Technischer KO (Doctor Stoppage) | UFC 49: Unfinished Business       | 21. August 2004    | 3      | 5:00  | Las Vegas, Nevada, USA          | Sieg der UFC Light Heavyweight Championship                                                  |
| Niederlage | 13–7   | Chuck Liddell            | KO (Punches)                     | UFC 52: Couture vs. Liddell 2     | 16. April 2005     | 1      | 2:06  | Las Vegas, Nevada, USA          | Verlor den Titel des UFC Light Heavyweight Champions                                         |
| Sieg       | 14–7   | Mike Van Arsdale         | Aufgabe (Anaconda Choke)         | UFC 54: Boiling Point             | 20. August 2005    | 3      | 0:52  | Las Vegas, Nevada, USA          |                                                                                              |
| Niederlage | 14–8   | Chuck Liddell            | KO (Punch)                       | UFC 57: Liddell vs. Couture 3     | 4. Februar 2006    | 2      | 1:28  | Las Vegas, Nevada, USA          | UFC Light Heavyweight Championship                                                           |
| Sieg       | 15–8   | Tim Sylvia               | nach Punkten                     | UFC 68: The Uprising              | 3. März 2007       | 5      | 5:00  | Columbus, Ohio, USA             | UFC Heavyweight Champion                                                                     |
| Sieg       | 16–8   | Gabriel Gonzaga          | Technischer KO (Punches)         | UFC 74: Respect                   | 25. August 2007    | 3      | 1:37  | Las Vegas, Nevada, USA          | Verteidigte den Titel des UFC Heavyweight Champion; Fight of The Night                       |
| Niederlage | 16–9   | Brock Lesnar             | Technischer KO (Punches)         | UFC 91: Couture vs. Lesnar        | 15. November 2008  | 2      | 3:07  | Las Vegas, Nevada, USA          | Verlor die UFC Heavyweight Championship                                                      |
| Niederlage | 16–10  | Antônio Rodrigo Nogueira | nach Punkten                     | UFC 102: Couture vs. Nogueira     | 29. August 2009    | 3      | 5:00  | Portland, Oregon, USA           | Fight of The Night                                                                           |
| Sieg       | 17–10  | Brandon Vera             | nach Punkten                     | UFC 105: Couture vs. Vera         | 14. November 2009  | 3      | 5:00  | Manchester, UK                  | Light Heavyweight                                                                            |
| Sieg       | 18–10  | Mark Coleman             | Aufgabe (Rear Naked Choke)       | UFC 109: Relentless               | 6. Februar 2010    | 2      | 1:09  | Las Vegas, Nevada, USA          |                                                                                              |
| Sieg       | 19–10  | James Toney              | Aufgabe (Arm-Triangle Choke)     | UFC 118 - Edgar vs. Penn 2        | 28. August 2010    | 1      | 3:19  | Boston, Massachusetts, USA      |                                                                                              |
| Niederlage | 19–11  | Lyoto Machida            | KO (Front-kick)                  | UFC 129 - St.Pierre vs. Shields   | 30. April 2011     | 2      | 1:05  | Toronto, Ontario, Kanada        | Hat Ruhestand angekündigt                                                                    |

## Filmografie (Auswahl)
- 2003: Born 2 Die (Cradle 2 the Grave)
- 2005: Today You Die
- 2006: King of Queens (The King of Queens, Fernsehserie, Folge 8x22)
- 2006: Unbesiegbar – Der Traum seines Lebens (Invincible)
- 2007: The Unit – Eine Frage der Ehre (The Unit, Fernsehserie, 2 Folgen)
- 2007: Big Stan
- 2008: Redbelt
- 2008: Scorpion King: Aufstieg eines Kriegers (The Scorpion King 2: Rise of a Warrior)
- 2010: The Expendables
- 2011: Set Up
- 2012: The Expendables 2
- 2014: The Expendables 3
- 2014: Stretch
- 2015–2017: Hawaii Five-0 (Fernsehserie, 4 Folgen)
- 2018–2019: Ballers  (Fernsehserie, 2 Folgen)
- 2019 The Hard Way (als Briggs)
- 2023: Navy CIS: L.A. (NCIS: Los Angeles, Fernsehserie, 2 Folgen)
- 2023: The Expendables 4 (Expend4bles)

## Belege
1. 1 2  Jeremy Wall: UFC's Ultimate Warriors: The Top 10. Toronto 2005.
2. ↑  wrestlinghalloffame.org - Randy Couture (Memento des Originals vom 17. Mai 2011 im Internet Archive)  Info: Der Archivlink wurde automatisch eingesetzt und noch nicht geprüft. Bitte prüfe Original- und Archivlink gemäß Anleitung und entferne dann diesen Hinweis.
3. ↑  ultimatefighter.com Abgerufen am 8. April 2011.
4. ↑  Randy Couture in der Datenbank von Sherdog (englisch)

| Personendaten    | Personendaten                                       |
| ---------------- | --------------------------------------------------- |
| NAME             | Couture, Randy                                      |
| ALTERNATIVNAMEN  | Couture, Randy Duane; Natural, The; Captain America |
| KURZBESCHREIBUNG | US-amerikanischer Kampfsportler und Schauspieler    |
| GEBURTSDATUM     | 22. Juni 1963                                       |
| GEBURTSORT       | Lynnwood, Washington, Vereinigte Staaten            |